# Louis Dobbelmann

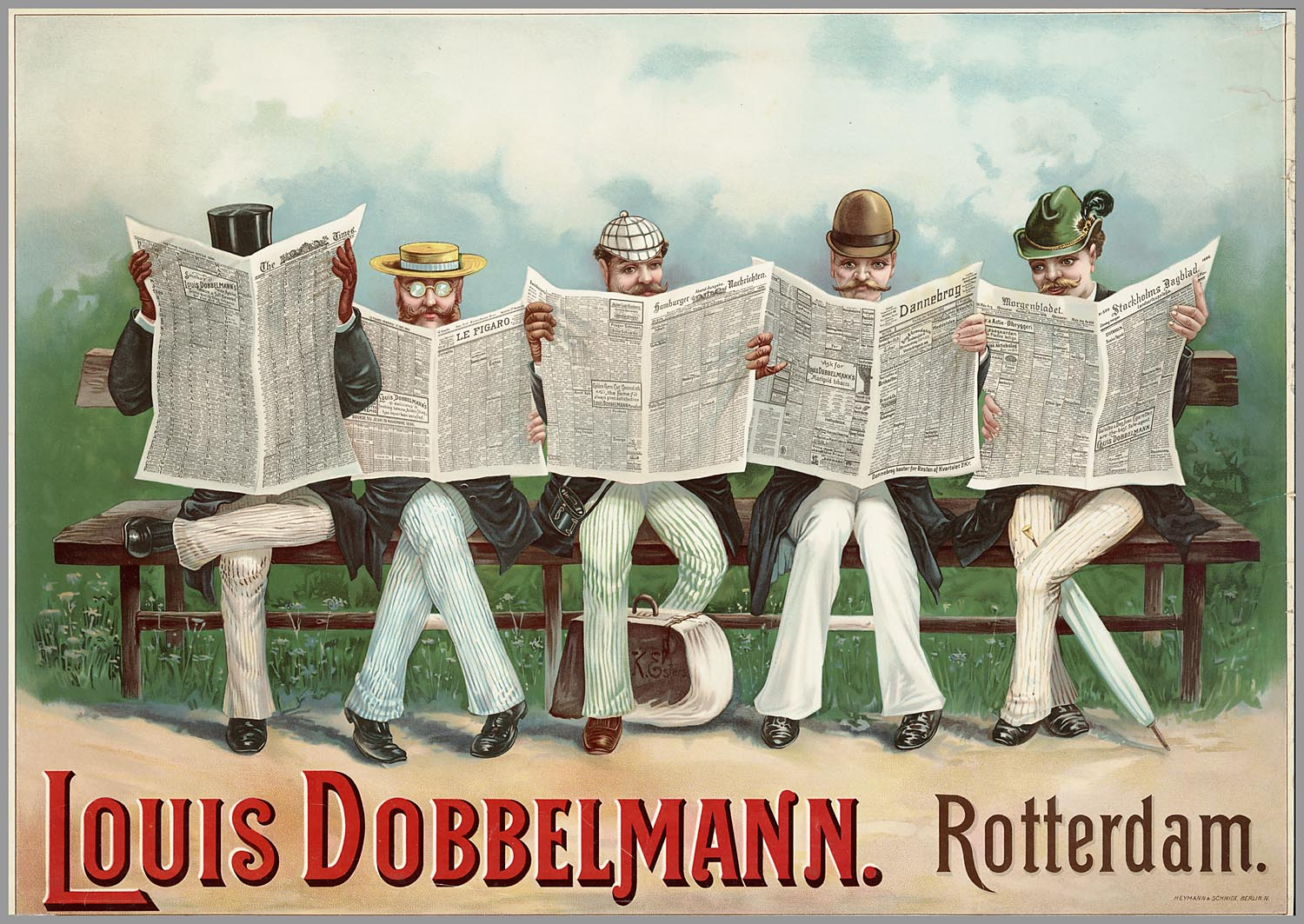
Affiche, ca. 1896.

Ludovicus Romualdus Hubertus (Louis) Dobbelmann (Nijmegen, 14 juli 1837 - San Remo, 10 november 1901) was een tabaks- en sigarenfabrikant. Dobbelmann was een zoon van Johann Peter Dobbelmann en broer van Frans Dobbelmann, zeepfabrikanten Dobbelmann te Nijmegen.
Dobbelmann vertrok in 1857 naar Amerika. Toen in 1861 de Amerikaanse Burgeroorlog uitbrak meldde hij zich als vrijwilliger bij de Noordelijken. In 1865 keerde hij terug naar Nederland waar hij in Rotterdam een tabaksfabriek overnam en tot grote bloei bracht. De fabriek was gevestigd aan de Hoogstraat 106, de achterzijde van de fabriek grensde aan het water van de Groenendaal, waar de grondstoffen per schip geleverd werden. Dit bedrijf had filialen in Amsterdam (Warmoesstraat 32) en Londen (Leadenhall Street).